# Nieuwenhoorn

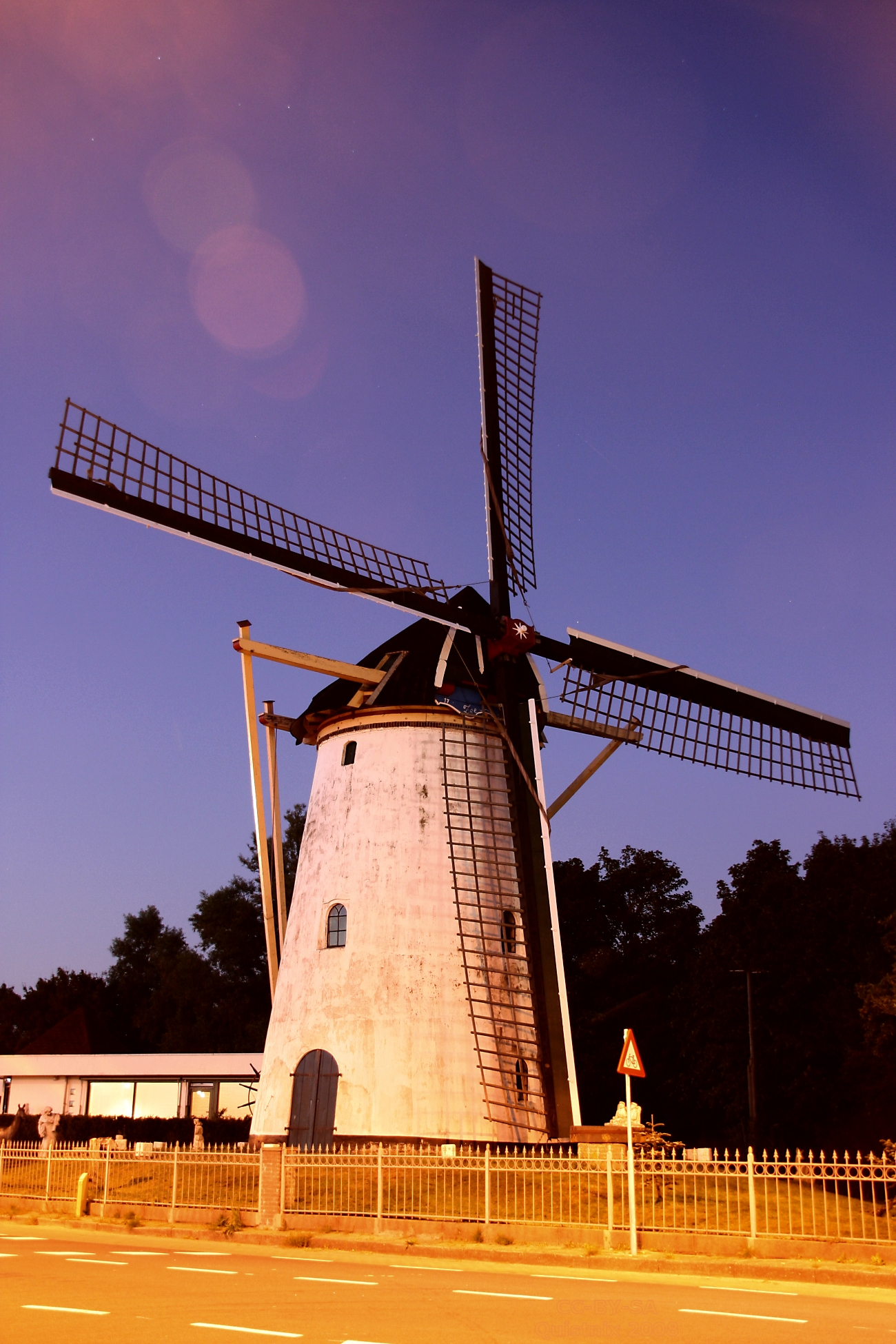
Molen Zeezicht bij Nieuwenhoorn. Rijksmonument

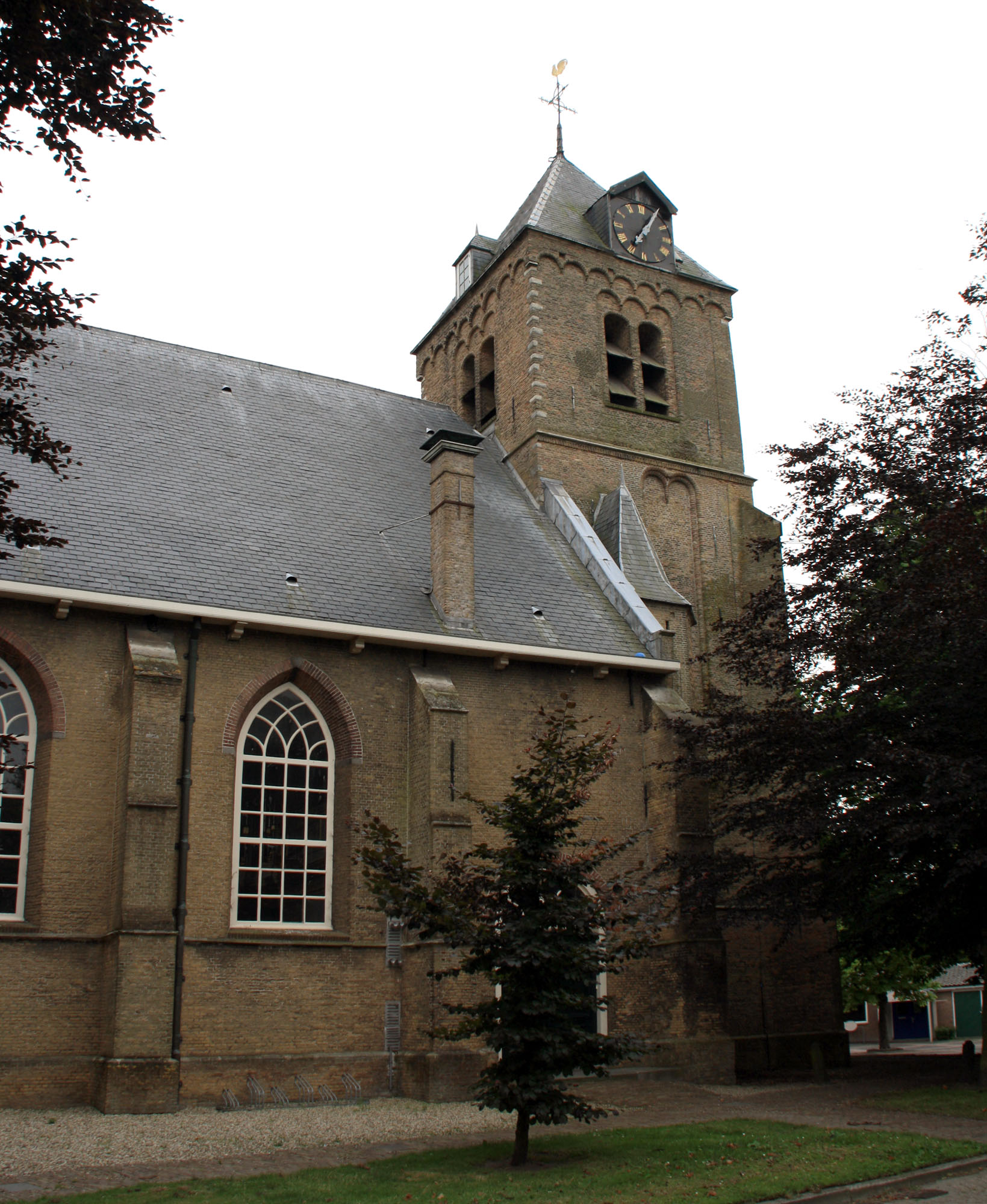
Nederlands Hervormde kerk Nieuwenhoorn ca. 1500. Rijksmonument

Nieuwenhoorn is een voormalige gemeente, een dorp en een deel van een wijk in de gemeente Voorne aan Zee, in de Nederlandse provincie Zuid-Holland. Het dorp telde in 2016 1190 inwoners. Nieuwenhoorn is mede bekend door de plaatselijke voetbalvereniging VV Nieuwenhoorn.

## Naam
Nieuwenhoorn is genoemd naar de polder waarin het dorp gebouwd is. Deze polder werd op kerstavond 1367 door Machteld van Voorne ter bedijking uitgegeven. Het is de grootste polder van Voorne. Met het gereedkomen van het Kanaal door Voorne werd de polder in twee bijna gelijke delen verdeeld. Het zuidelijke deel van de polder behoort tegenwoordig bij de gemeente Nissewaard, terwijl het noordelijke deel onder de tegenwoordige gemeente Voorne aan Zee valt.

## Geschiedenis
De meeste huizen in het dorp Nieuwenhoorn stonden langs de dijk, het dorp zelf bestond eigenlijk alleen uit de Dorpsstraat, met aan beide zijden huizen en een kerk. De kerk dateert waarschijnlijk uit de veertiende eeuw. Nieuwenhoorn is een van de nieuwlandpolders die in die tijd gesticht werden zoals Oudenhoorn (1355) en Nieuw-Helvoet (1396). In de nieuwlandpolders stichtte men vrijwel direct na drooglegging een dorp met kerken. De bouw van zo'n kerk werd betaald uit opbrengsten van nieuw uit te geven land. Van elke honderd gemeten die er beschikbaar kwamen werd er één bestemd voor bouw en onderhoud van de kerk.
Het dorp heeft een eigen korenmolen Zeezicht op de plaats waar voor 1718 al een houten standerdmolen stond.
In 1960 is besloten om het dorp Nieuwenhoorn in te lijven bij de gemeente Hellevoetsluis. Binnen de gemeente is het dorp anno 2007 onderdeel van de wijk Den Bonsen Hoek/Ravense Hoek/Nieuwenhoorn.
Op 1 januari 2023 zijn de gemeentes Hellevoetsluis, Westvoorne en Brielle gefuseerd tot de nieuwe gemeente Voorne aan Zee, waardoor Nieuwenhoorn sindsdien onderdeel is van die gemeente.

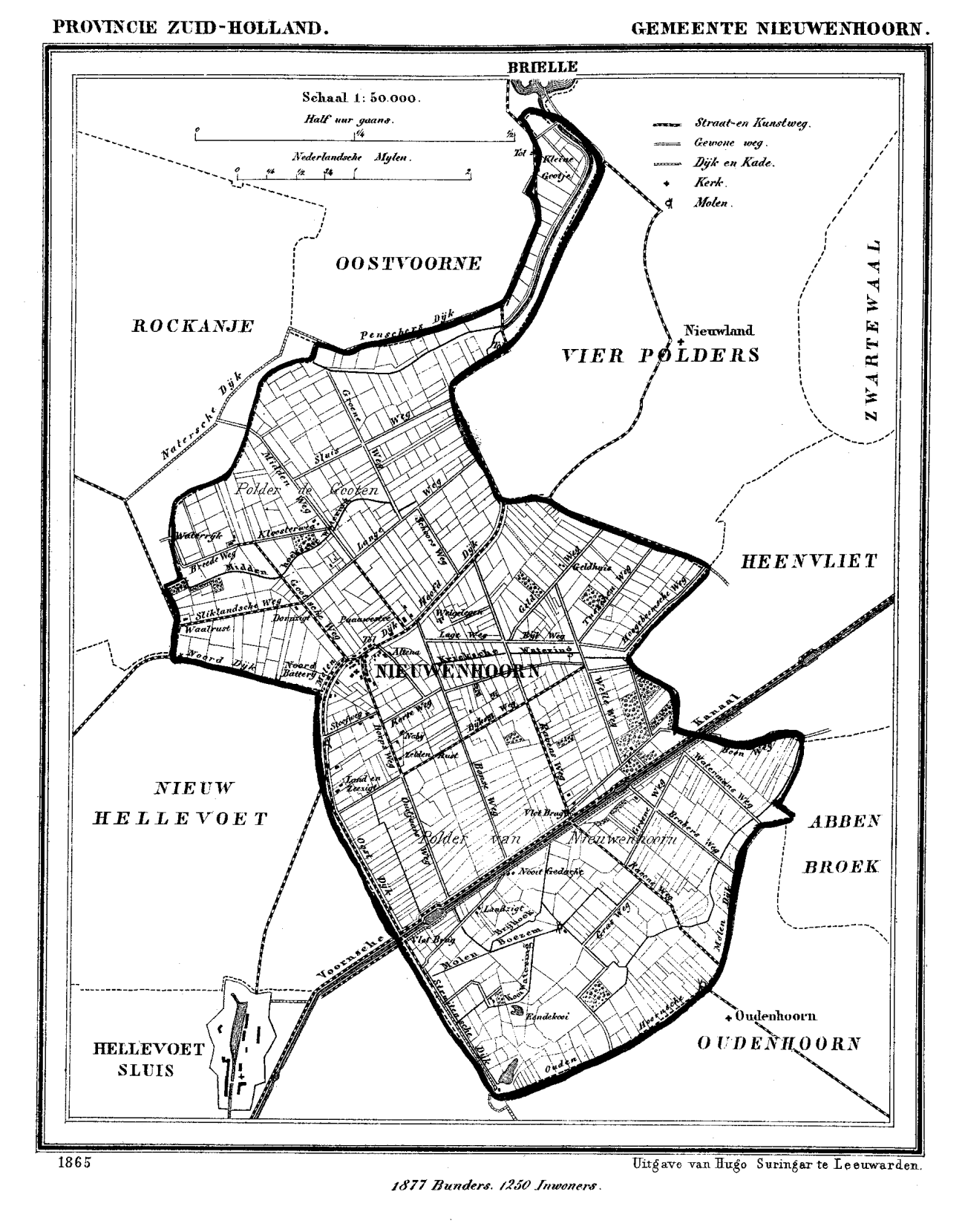
Dorp en gemeente Nieuwenhoorn 1865, 1250 inwoners.
Gemeente Hellevoetsluis (2009), 40.000 inwoners.

## Zie ook

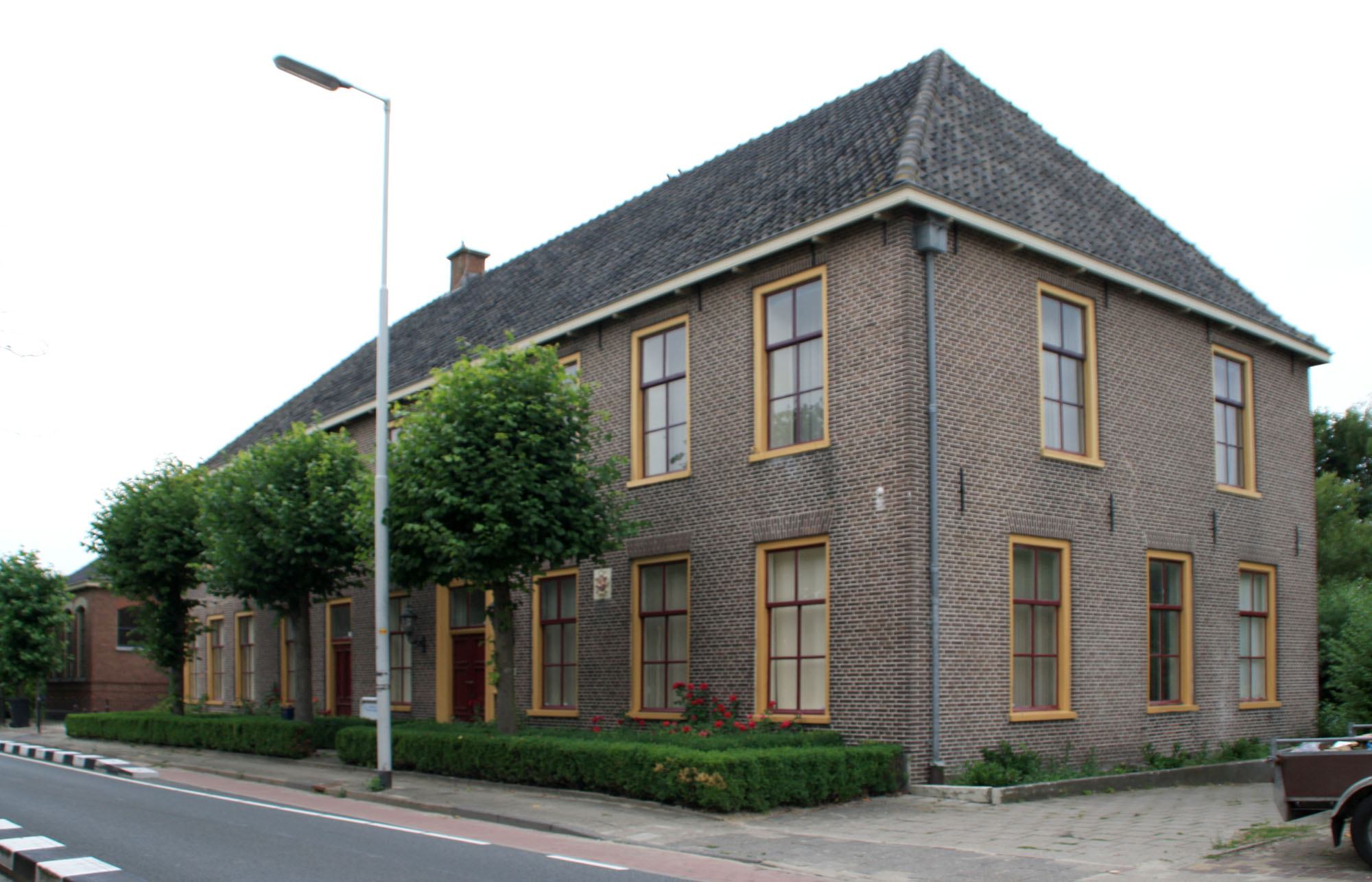
Gemeentehuis Nieuwenhoorn 1838 (Rechthuis). Rijksmonument
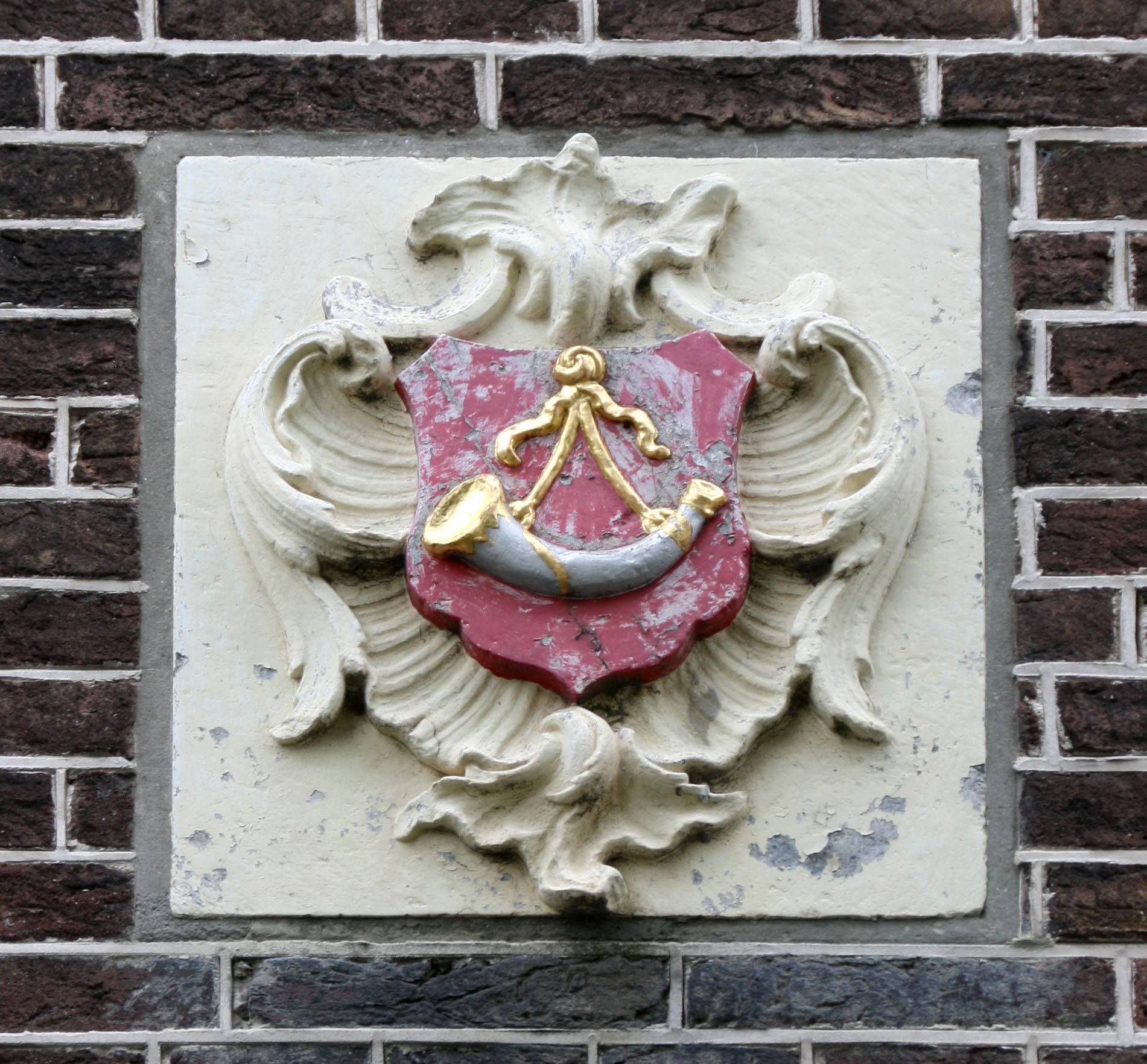
Gevelsteen gemeentehuis
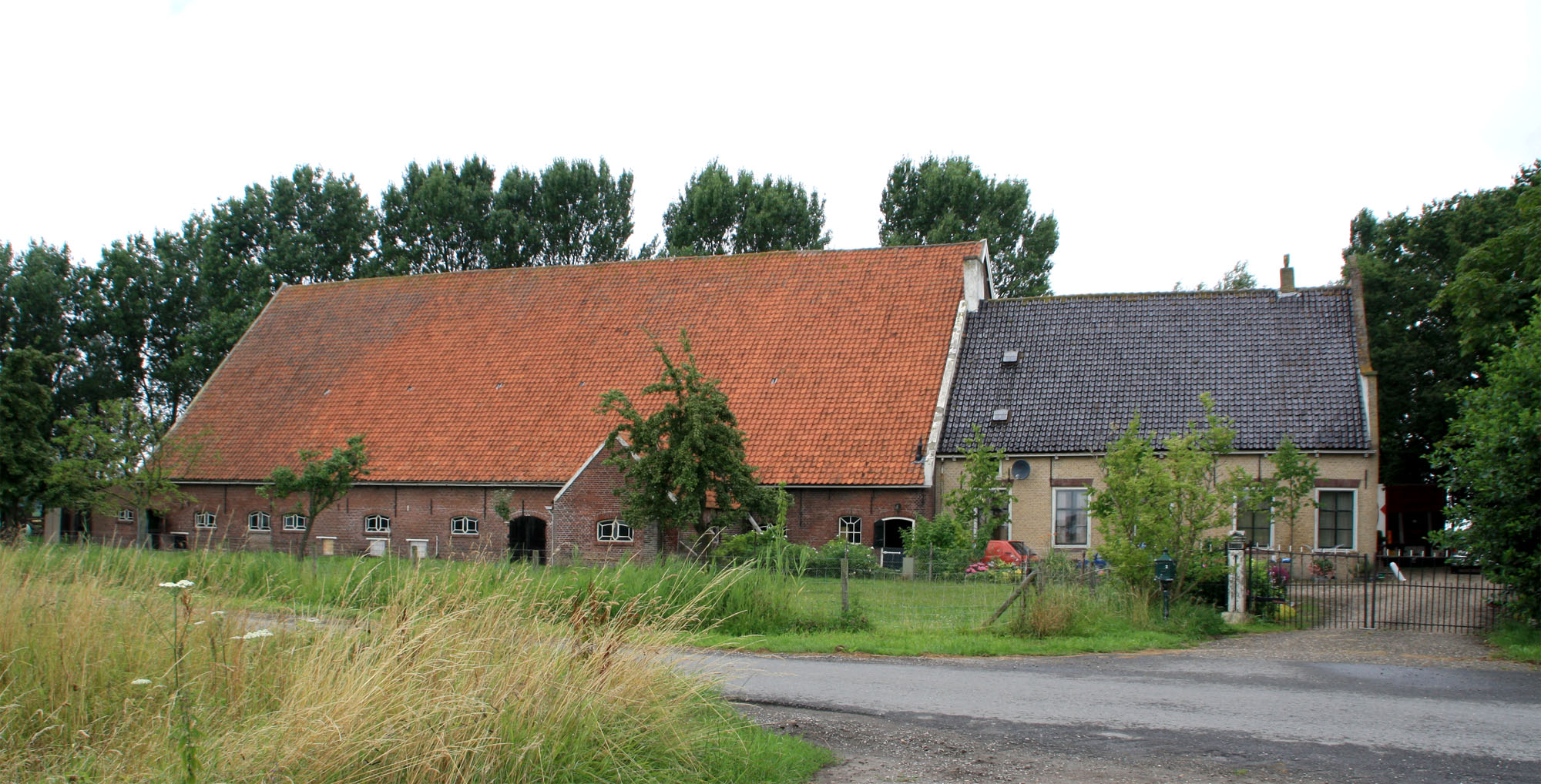
Hoeve Waterrijk (1816). Rijksmonument